# Coenosia emiliae
Coenosia emiliae este o specie de muște din genul Coenosia, familia Muscidae, descrisă de Lukasheva în anul 1986. Conform Catalogue of Life specia Coenosia emiliae nu are subspecii cunoscute.